# Sorbonne Université
Sorbonne Université är ett universitet i Paris, grundat genom dekret i januari 2018 genom en sammanslagning av Université Paris-Sorbonne (Paris-IV) och Université Pierre-et-Marie-Curie (Paris-VI).
Datumet 1257 i universitetets emblem hänvisar till det historiska universitetet i Paris vars college de Sorbonne grundades 1257 av Robert de Sorbon.
Sorbonne Université har tre fakulteter:
- Humanistiska fakulteten (la Faculté des Lettres)
- Vetenskaplig fakultet (la Faculté des Sciences et Ingénierie)
- Medicinska fakulteten (la Faculté de Médecine)

## Anmärkningsvärda alumner
- Charlotte och Laura Tremble, franska synkronsimmare